# Harold Young
Harold Young (Portland, 13 novembre 1897 – Beverly Hills, 3 marzo 1972) è stato un regista e montatore statunitense.

## Biografia
Nato a Portland, Oregon, Young è stato attivo come montatore cinematografico dal 1923 al 1934, lavorando prima a una serie di cortometraggi di George O'Hara con il regista Malcolm St. Clair.
Il primo incarico da regista più noto di Young è probabilmente La Primula Rossa (1934), con Leslie Howard e Merle Oberon. Morì il 3 marzo 1972 a Beverly Hills, in California.

## Filmografia parziale

### Regista
- La Primula Rossa (The Scarlet Pimpernel) (1934)
- There's One Born Every Minute (1942)

### Montatore
- Giglio imperiale (Yellow Lily), regia di Alexander Korda (1928)
- La favorita di Broadway (The Painted Angel), regia di Millard Webb (1929)